# Gigantettix maximus
Gigantettix maximus är en insektsart som beskrevs av Andrej Vasiljevitj Gorochov 1998. Gigantettix maximus ingår i släktet Gigantettix och familjen grottvårtbitare. Inga underarter finns listade i Catalogue of Life.